# Rountzenheim-Auenheim
Rountzenheim-Auenheim – gmina we Francji, w regionie Grand Est, w departamencie Dolny Ren. W 2016 roku liczba ludności wynosiła 1973 mieszkańców. 
Gmina została utworzona 1 stycznia 2019 roku z połączenia dwóch ówczesnych gmin: Auenheim oraz Rountzenheim. Siedzibą gminy została miejscowość Rountzenheim. 